# 彼得·W·H·霍兰
彼得·W·H·霍兰（1963年8月17日—）是一位英国动物学家，毕业于牛津大学王后学院，后进入雷丁大学任教，2002年起担任牛津大学林纳克动物学教授，2003年当选英国皇家学会会士，2012年获林奈奖章，2019年获達爾文獎章，主要作品有入选牛津通识读本的《动物》（The Animal Kingdom）等。